# Conciles de Sirmium

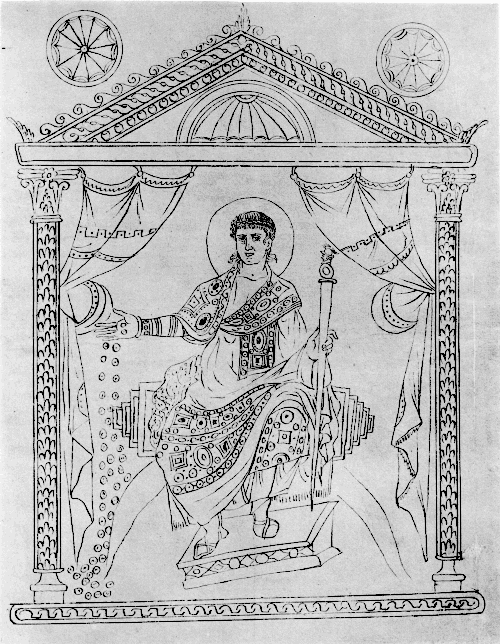
Portrait de Constance II de la Chronographie de 354,
Vatican, Cod. Barber. XXXI, 39, fol. 13

Dans le christianisme ancien du IVe siècle, on distingue quatre conciles de Sirmium (ou synodes de Sirmium) et quatre symboles de Sirmium (ou formules de Sirmium) du nom de la ville impériale de Sirmium en Pannonie. Ces différentes réunions et professions de foi ont pris place sous le règne de Constance II, durant la crise arienne qui divisait le christianisme et marquent l'apogée de l'arianisme. 
Les dates rapprochées de ces évènements entretiennent parfois une certaine confusion chez les auteurs anciens qui se prolonge jusqu'à nos jours dans les différentes appellations. 
L'appellation Concile de Sirmium désigne souvent le troisième des quatre conciles dont est issu le deuxième symbole appelé « blasphème de Sirmium » par ses détracteurs. On parle également du « formulaire de Sirmium » pour désigner parfois la deuxième formule parfois la quatrième formule qui marquent la victoire temporaire de l'arianisme.

## Contexte
Au milieu du IVe siècle, l'arianisme est en pleine expansion dans les communautés chrétiennes de l'Empire au point qu'il devient le courant majoritaire au détriment du courant dit nicéen des tenants du Symbole de Nicée. Les débats théologiques se succèdent âprement dans des luttes d'influences incessantes caractérisées par de nombreux revirements et retournement de situations. 

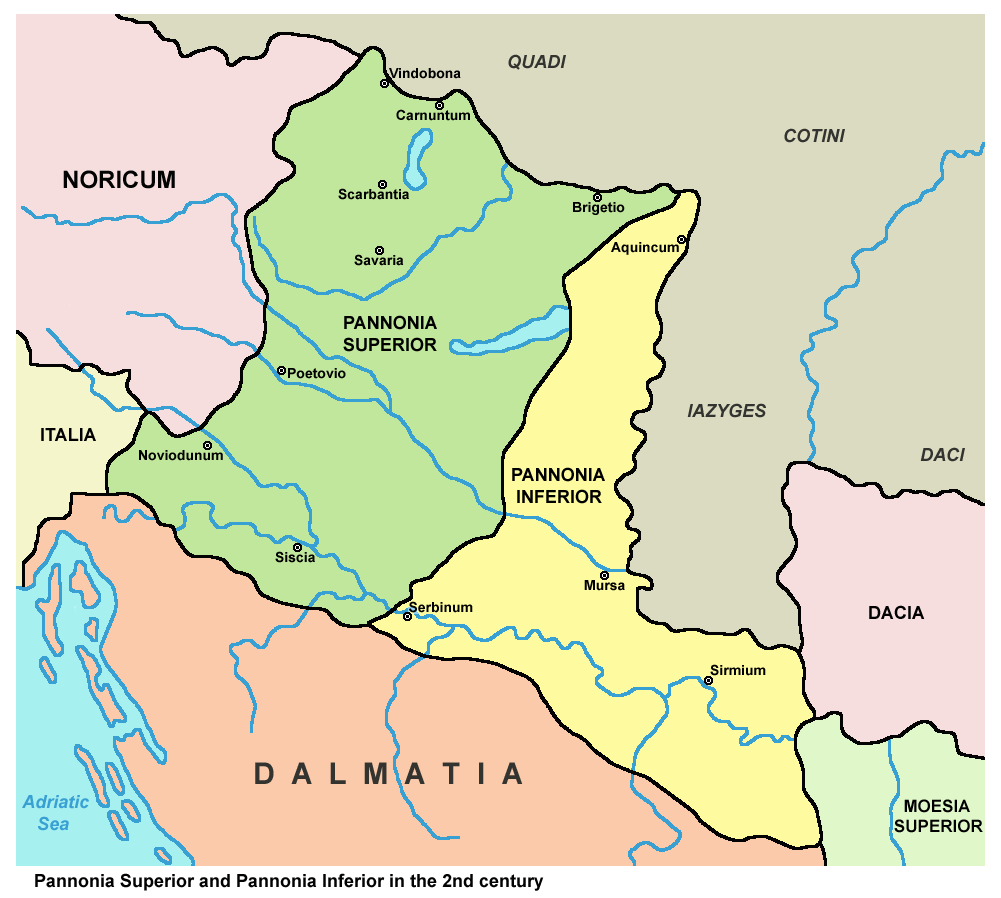
Province romaine de Panonie

Les différentes tendances peuvent se schématiser en quatre groupes, bien qu'il existe de nombreuses variantes dans ces groupes : 
- les nicéens affirmant que le Père et le Fils (Jésus de Nazareth) sont de même substance (homo-ousios). C'est le courant dit homoousien
- les ariens radicaux, pour lesquels le Père et le Fils sont dissemblables (an-omoios). C'est le courant  dit anoméen.
- les semi-ariens, affirmant que le Père et le Fils sont de substance semblable (homoi-ousios). C'est le courant dit homéousien.
- les tenants d'un compromis, affirmant plus simplement que le Père et le Fils sont semblables sans préciser de quoi relève cette similitude. C'est le courant dit homéen.

## Problèmes historiographiques

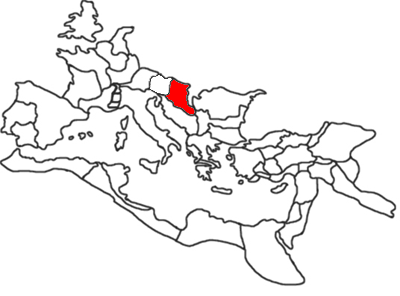
Situation de la Pannonie dans l'Empire romain

L'historien et philologue classique Timothy D. Barnes relève que la seule référence à un premier concile de Sirmium est en fait une référence antidatée au concile de 351 qui est le seul des conciles de Sirmium convenablement attesté. Il pose ensuite que les conciles de 357 puis 358 ne furent en fait que les réunions d'une poignée de participants plutôt que des conciles à proprement parler.

## Conciles et formules

### Premier concile de Sirmium
Ce concile se serait tenu à Sirmium en 349 pour condamner l'évêque anti-arien de la ville, Photin, disciple de  Marcel d'Ancyre. Il n'est mentionné qu'une fois dans la littérature antique et il est probable qu'il s'agisse en fait d'une confusion de dates remontant à l'antiquité avec le concile de 351

### Deuxième concile et première formule
Ce concile est réuni en 351 à l'instigation de l'empereur Constance II, proche du courant arien et régnant désormais seul sur l'empire. Le but du concile est de faire condamner les doctrines du populaire évêque d'Alexandrie Athanase d'Alexandrie, de Photin et de son maître Marcel d'Ancyre, accusés de sabellianisme, dont la doctrine sera frappée d'une série de vingt-sept anathèmes. Photin sera quant à lui déposé et exilé.
Ce concile rassemblait essentiellement des évêques orientaux d'un arianisme modéré. Marquée par le subordinationisme, sa profession de foi se rapproche de celle rédigée au concile de Trèves de 342 et évite le problématique homoousios - la consubstantialité du Fils - du concile de Nicée. La formule sera signée par l'évêque de Rome Libère et reprise aux conciles d'Arles et de Milan .

### Troisième concile et deuxième formule
Le concile de 357 rassembla un petit nombre d'évêques exclusivement occidentaux - au nombre desquels Libère - alors que le christianisme était essentiellement développé dans la partie orientale de l'Empire romain, qui rédigèrent une profession de foi fortement marquée par l'arianisme radical de type anoméen. Rédigé en latin, ce credo, connu sous le nom de deuxième symbole de Sirmium et qualifié de blasphème de Sirmium par Hilaire de Poitiers, proscrivait la notion de consubstantialité du Fils et, par conséquent l'usage des termes homoousios (consubstantiel) et homoiousios (de même substance) jugés trop polémiques.
La formule écartait ainsi toute spéculation sur le mode de génération du Fils, se bornant à affirmer la subordination de ce dernier au Père dont « l’unicité », donc la solitude dans la divinité, est affirmée. Le texte stipule qu'« il tient pour étranger à l'Église quiconque affirme que le Fils, par rapport au Père, n'est pas semblable selon la substance ». Les anoméens obtiennent même la signature d'Ossius de Cordoue, alors centenaire, dont on soupçonne qu'elle a été extorquée tant ce credo va à l'encontre des convictions affichées par l'influent théologien. C'est alors le triomphe du parti radical arien dirigé par les évêques illyriens Ursace et Valens de Mursa.
Loin d'apaiser les querelles, ce credo radical sera rejeté par la plupart des courants théologiques de l'époque et divisa le camp arien  tout en rassemblant les tenants de la doctrine de la consubstantialité du Père et du Fils. Ce concile aura pourtant un retentissement considérable car l'influent évêque d'Antioche Eudoxe, passé du parti eusébien à l'arianisme radical fit sienne cette confession de foi lors d'un concile d'Antioche postérieur, de tendance anoméenne.

### Troisième formule
Cette appellation rare désigne un ensemble de trois pièces signées par Libère : la formule de foi composée à Antioche en 341 et connue comme deuxième formule du synode in Encaeniis ; la condamnation prononcée à Sirmium de 351 contre Photin; une troisième pièce semi-arienne dont Libère est lui-même l'auteur et qui affirme que le Fils est semblable au Père par essence.

### Quatrième concile et quatrième formule
Après le concile d'Ancyre de 358, durant l’été de la même année Constance II convoque une nouvelle réunion à Sirmium qui réunit les différents courants modérés et auquel il assiste personnellement. Les débats durent des mois et l’Empereur finit par trancher en faveur du courant arien, y voyant un compromis entre les nicéens et les ariens anoméens, et promulgue l'année suivante un nouveau symbole de foi connu sous le nom de « quatrième symbole de Sirmium » ou « formulaire de Sirmium » qui sera revu à Nikè puis à Constantinople (360) pour devenir un temps le credo officiel de l'Empire.
Daté du 22 mai 359 et rédigé par Marc d'Aréthuse, c'est le plus ancien symbole de foi mentionnant la descente du Christ aux enfers : « Il a été crucifié et il est mort, et il est descendu dans les contrées souterraines, et il a économisé ce qui y était, lui à la vue duquel les portiers de l’enfer ont frémi, et il est ressuscité des morts le troisième jour. »
Ce symbole tente de faire un compromis entre les anoméens et les homéens d'Ursace et Valens, et affirme que le terme de « substance » ne doit pas s'appliquer à Dieu puisqu'il ne figure pas dans les Écritures, ajoutant que, comme le disent les Écritures, « le Fils est semblable au Père en toutes choses » en se conformant de la sorte à la tendance originelle de l'arianisme de suivre les Écritures à la lettre.  Cette formule de compromis, qu'Athanase nommera par dérision le credo daté, à la formulation trop vague et imposée par l'empereur lui-même aura pour effet de mécontenter tout le monde. 
Outre les conciles de Nikè et le premier concile de Constantinople, le concile de Sirmium sera suivi par celui d'Ariminum (Rimini).

### Texte de la formule de 351
« Nous croyons en un seul Dieu, Père tout-puissant, le créateur et l'auteur de toute chose, de qui toute paternité tient son nom, au ciel et sur la terre.
Et en son Fils Monogène, notre Seigneur Jésus-Christ, engendré du Père avant tous les siècles, Dieu de Dieu, lumière de lumière, par qui tout a été fait, dans les cieux et sur la terre, les choses visibles et invisibles, qui est Verbe, Sagesse, lumière véritable et vie ; qui, ces jours derniers, à cause de nous s'est fait homme, est né de la Vierge sainte, a été crucifié, est mort, a été enseveli, est ressuscité des morts le troisième jour, a été enlevé au ciel, est assis à la droite du Père et il viendra à la fin des temps juger les vivants et les morts et pour rendre à chacun selon ses œuvres. Son règne est sans fin et demeurera pour l'éternité des siècles (car il sera assis à la droite du Père non seulement pour ce siècle mais encore pour le siècle avenir). 
Et au Saint Esprit, c'est-à-dire au Paraclet, qu'il avait promis aux apôtres d'envoyer après sa montée au ciel et qu'il envoya pour les instruire et leur faire souvenir de tout ; par qui aussi seront
sanctifiées les âmes de ceux qui croient véritablement en lui.

1. Quant à ceux qui disent que le Fils vient du néant ou d'une autre hypostase, et non de Dieu, et qu'il fut un temps ou une durée où il n'était pas, l'Église sainte et catholique les considère comme des étrangers.

2. Nous redirons donc : si quelqu'un dit que le Père et le Fils sont deux dieux, qu'il soit anathème.

3. Et si quelqu'un dit que le Christ, Fils de Dieu, est Dieu avant les temps, mais ne confesse pas qu'il ait collaboré avec le Père pour la création de l'univers, qu'il soit anathème.

4. Si quelqu'un à l'audace de dire que l'Inengendré ou une partie de lui est né de Marie, qu'il soit anathème.

5. Si quelqu'un dit que le Fils est avant Marie selon la prescience et non pas qu'engendré du Père avant les siècles il est auprès de Dieu et que par lui sont advenues toutes choses, qu'il soit anathème.

6. Si quelqu'un dit que la substance de Dieu se dilate ou se contracte, qu'il soit anathème.

7. Si quelqu'un devait dire que la dilatation de la substance de Dieu fait le Fils ou appeler Fils l'extension de sa substance, qu'il soit anathème.

8. Si quelqu'un devait dire le Fils de Dieu Verbe immanent ou exprimé, qu'il soit anathème.

9. Si quelqu'un dit que le fils issu de Marie est seulement homme, qu'il soit anathème.

10. Si quelqu'un disant celui qui est issu de Marie Dieu et homme, entend par là le Dieu Inengendré, qu'il soit anathème.

11. Si quelqu'un comprend la parole : Je suis Dieu, le premier, et je suis après cela, et en dehors de moi il n'est pas de Dieu (Is 44, 6) — qui a été dite pour la destruction des idoles et des dieux qui ne sont pas —, à la manière des Juifs pour la destruction du Monogène de Dieu avant les siècles, qu'il soit anathème.

12. Si quelqu'un entendant la parole : le Verbe est devenu chair (Jn 1, 14) devait penser que le Verbe a été changé en chair, ou dire qu'il a assumé la
chair en se soumettant à un changement, qu'il soit anathème.

13. Si quelqu'un entendant que le Fils Monogène de Dieu a été crucifié devait dire que sa divinité a subi une corruption ou une souffrance ou un changement ou une diminution ou une destruction, qu'il soit anathème.

14. Si quelqu'un dit à propos de Faisons l'homme (Gn 1, 26) que cette parole n'a pas été dite par le Père au Fils, mais que Dieu se serait parlé à lui-même, qu'il soit anathème.

15. Si quelqu'un devait dire que ce n'est pas le Fils qui a été vu par Abraham (Gn 18, 1-22), mais le Dieu Inengendré ou une partie de celui-ci, qu'il soit anathème.

16. Si quelqu'un devait dire que ce n'est pas le Fils qui, comme un homme, a lutté avec Jacob (Gn 32, 25-31), mais le Dieu inengendré ou une partie de celui-ci, qu'il soit anathème.

17. Si quelqu'un ne devait pas interpréter : Le Seigneur fit pleuvoir du feu du Seigneur (Gn 19, 24) du Père et du Fils, mais dit qu'il [le Seigneur] a fait pleuvoir de lui-même, qu'il soit anathème, car le Fils Seigneur fit pleuvoir du Père Seigneur.

18. Si quelqu'un entendant que le Père est Seigneur, que le Fils est Seigneur, et que le Père et le Fils sont "Seigneur" (puisque le Seigneur [fit pleuvoir] du Seigneur), parle de deux dieux, qu'il soit anathème. Car nous ne plaçons pas le Fils avec le Père, mais il est subordonné au Père. De fait, il n'est ni descendu sur Sodome sans la volonté du Père, ni n'a fait pleuvoir de lui-même, mais du Seigneur, en clair sous l'autorité du Père, ni n'est assis à la droite de lui-même, mais c'est du Père qu'il entend dire : Assieds-toi à ma droite (Ps 110, 1).

19. Si quelqu'un dit que le Père et le Fils et le Saint Esprit sont une seule personne, qu'il soit anathème.

20. Si quelqu'un disant l'Esprit Saint Paraclet devait dire qu'il est le Dieu Inengendré, qu'il soit anathème.

21. Si quelqu'un ne devait pas dire, comme le Seigneur nous l'a enseigné, que le Paraclet est un autre que le Fils (car il a dit : Et le Père vous enverra un autre Paraclet que je demanderai (Jn 14, 16)), qu'il soit anathème.

22. Si quelqu'un devait dire que l'Esprit Saint est une partie du Père ou du Fils, qu'il soit anathème.

23. Si quelqu'un devait dire que le Père et le Fils et le Saint Esprit sont trois dieux, qu'il soit anathème.

24. Si quelqu'un devait dire que le Fils de Dieu a été fait par la volonté de Dieu comme l'une des créatures, qu'il soit anathème.

25. Si quelqu'un devait dire que le Fils a été engendré sans la volonté du Père, qu'il soit anathème. Car ce n'est ni forcé, ni sous la dictée de la nature, comme s'il ne l'avait pas voulu, que le Père a engendré le Fils ; mais sitôt qu'il l'a voulu, il l'a engendré de lui-même, de manière intemporelle et impassible.

26. Si quelqu'un devait dire le Fils inengendré et sans principe, parlant ainsi de deux êtres sans principe et inengendrés, et faisant ainsi deux dieux, qu'il soit anathème. Car la tête qui est principe de tout, c'est le Fils ; et la tête qui est principe du Christ, c'est Dieu ; ainsi en effet nous remontons toutes choses avec piété, par le Fils, à l'unique principe, sans principe, de tout.

27. Et examinant soigneusement la pensée chrétienne, nous redisons que si quelqu'un ne devait pas dire que le Christ Dieu, Fils de Dieu, était avant le temps, collaborateur du Père pour la création de l'univers, mais dire que c'est à partir du moment où il est né de Marie qu'il est appelé Christ et Fils et qu'il a reçu le principe de Dieu, qu'il soit anathème. »

### Texte de la formule de 357
« On a établi qu'il y a un unique Dieu Père tout-puissant selon ce qui est annoncé sur toute la terre, et un seul Monogène son Fils, notre Seigneur Jésus-Christ, qui a été engendré de lui avant les siècles. Il ne faut pas dire deux dieux, puisque le Seigneur lui-même a dit : Je m'en vais vers mon Père et votre père, vers mon Dieu et votre Dieu. À cause de cela, il est aussi le Dieu de tous selon ce que l'Apôtre a enseigné : Ou alors, [Dieu] serait-il seulement le Dieu des Juifs ? N'est-il pas aussi [le Dieu] des nations ? Si, il est aussi [le Dieu] des nations puisqu'il n'y a qu'un seul Dieu qui justifiera la circoncision à partir de la foi et les incirconcis dans la foi. Et tout le reste s'accorde et il ne contient aucune équivoque.
 Mais puisque de nombreuses personnes sont troublées au sujet de qui est appelé substantia en latin et ousia en grec, c'est-à-dire afin de faire comprendre de manière plus précise l'homoousios ou ce qui est appelé homoiousios, il ne faut plus qu'on en fasse mention [de ces termes] ni qu'on les expose, parce qu'il n'y a rien d'écrit à leur sujet dans les divines Écritures et parce que cela dépasse la connaissance et l'intelligence de l'homme et que personne ne peut raconter la naissance du Fils, comme il est écrit : sa génération qui la racontera ? 
 De fait, il est clair que seul le Père sait comment il a engendré le Fils et à l'inverse, le Fils, comme il a été lui-même engendré à partir du Père. Et personne ne doute de ce que le Père est plus grand, car personne ne pourrait douter de ce que le Père est plus grand en honneur, en dignité, en divinité, et par le nom paternel même, le Fils lui-même en témoignant : Le Père qui m'a envoyé est plus grand que moi. Et personne n'ignore que ce propos est catholique : il y a deux personnes, celles du Père et du Fils, et le Père est plus grand, et le Fils, soumis au Père avec tous ceux que le Père lui a soumis, et le Père n'a pas de commencement et il est invisible et il est immortel et il est impassible, alors que le Fils a été engendré du Père, Dieu de Dieu, lumière de lumière, et sa naissance, comme il a été dit précédemment, personne ne la connait, si ce n'est le Père, et que le Fils lui-même et notre Seigneur et Dieu a pris chair ou un corps, c'est-à-dire est devenu homme, de la vierge Marie, comme l'ange l'avait annoncé auparavant et comme l'enseignent toutes les Écritures et surtout l'apôtre, l'enseignant des nations, lui-même : le Christ a assumé une humanité à partir de la Vierge Marie, humanité par laquelle il a souffert. 
 Et c'est là, la récapitulation et le fondement de toute la foi, que la trinité soit toujours gardée, selon ce que nous lisons dans l'Évangile : Allez et baptisez toutes les nations au nom du Père et du Fils et du Saint Esprit. Et le chiffre de la Trinité est intact et parfait. Quant au Paraclet, l'Esprit Saint, envoyé par le Fils, il est venu conformément à la promesse, afin qu'il instruise et sanctifie les apôtres et tous les croyants. »

### Texte de la formule de 359
Le  « Credo daté »  du 22 mai 359 :

« Nous croyons en un seul et unique vrai Dieu, Père tout-puissant, auteur et créateur de toutes choses, et en un seul Fils Monogène de Dieu, qui avant tous les siècles, avant toute puissance,avant tout temps concevable, avant toute substance imaginable, a été engendré de Dieu sans passion, par qui les siècles ont été disposés et toutes choses sont advenues, il a été engendré Monogène, seul issu du seul Père, Dieu de Dieu, semblable au Père qui l'a engendré, selon les Écritures, dont personne ne connaît la génération, si ce n'est le Père seul qui l'a engendré.
Nous savons que celui-ci, fils Monogène de Dieu, à l'invitation paternelle vint des cieux pour l'abolition du péché et naquit de la vierge Marie et qu'il vécut avec les disciples et accomplit toute l'économie selon la volonté paternelle, et il a été crucifié et est mort et est descendu dans les lieux souterrains et a arrangé les choses de l'endroit, les gardiens des portes de l'Hadès le voyant frissonnèrent et il ressuscita des morts le troisième jour et vécut avec les disciples et accomplit toute l'économie et quarante jours étant écoulés il fut élevé aux cieux et s'assit à la droite du Père et il viendra dans les derniers jours de la résurrection avec la gloire paternelle pour rendre à chacun selon son œuvre. 
Et dans le Saint Esprit que Jésus-Christ le Monogène de Dieu avait promis d'envoyer au genre humain, le Paraclet, selon ce qui est écrit : Je m'en vais vers mon Père et je demanderai au Père, et il vous enverra un autre Paraclet, l'Esprit de vérité, celui-ci prendra de moi et vous enseignera et vous fera souvenir de tout.
Quant au terme d'ousia que les Pères ont employé avec simplicité, mais qui, inconnu des fidèles, leur cause du scandale, parce que les Écritures ne le contiennent pas, il a paru bon de le supprimer et d'éviter entièrement à l'avenir toute mention d'ousia à propos de Dieu, les divines Écritures ne parlant jamais d'ousia à propos du Père et du Fils. Mais nous disons que le Fils est semblable au Père en toutes choses, comme le disent et l'enseignent les saintes Écritures. »